# 1299

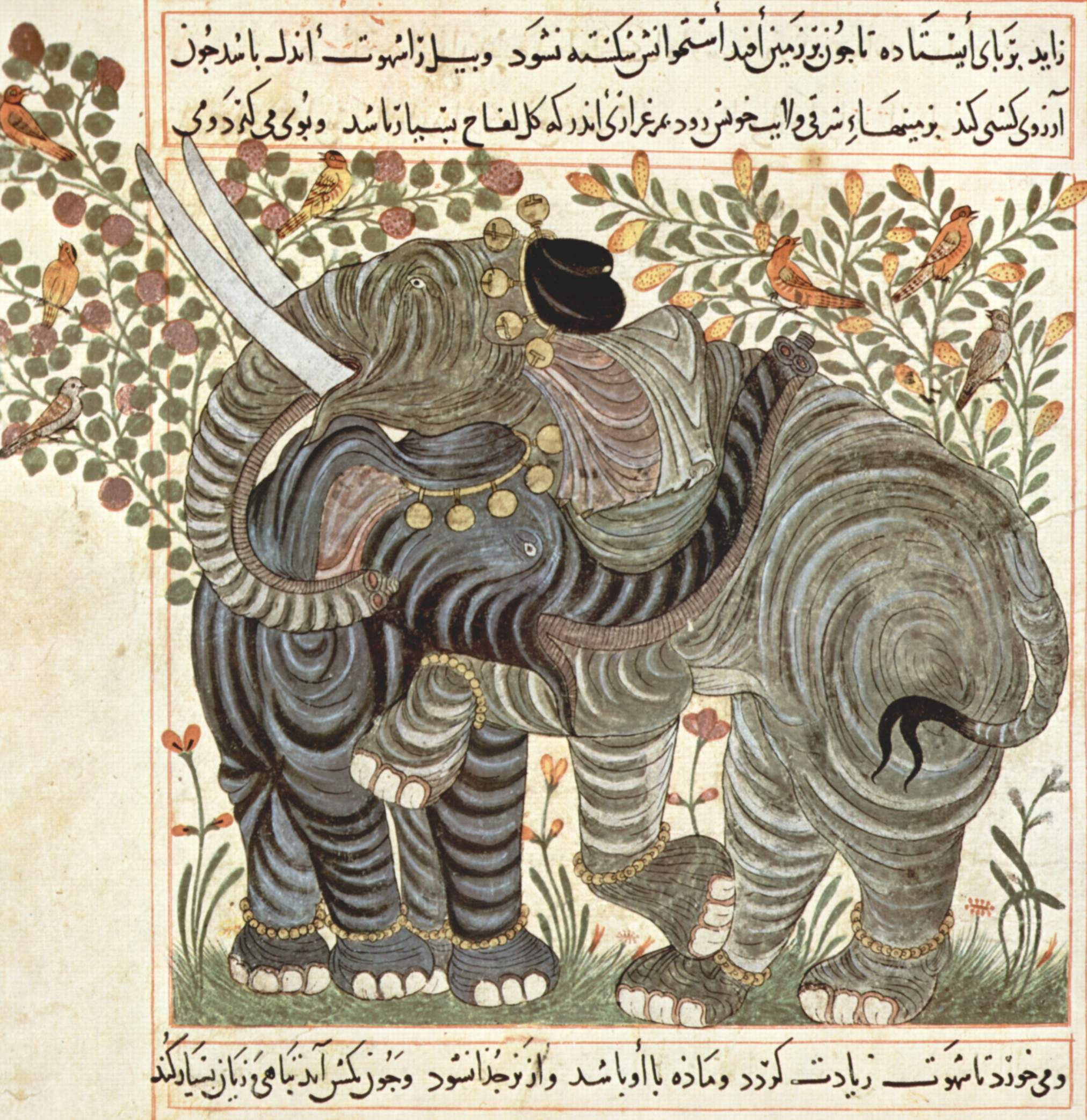
Uit Over de nuttigheid der dieren van Abû Sa'îd 'Ubayd Allâh ibn Bakhtîshû. Maragha, ca. 1294-1299

Het jaar 1299 is het 99e jaar in de 13e eeuw volgens de christelijke jaartelling.

## Gebeurtenissen
maart
- 17 - Rotterdam krijgt stadsrechten. Deze zijn vermoedelijk korte tijd later weer ingetrokken.

april
- 1 - Eduard I van Engeland geeft opdracht tot de stichting van de stad Kingston upon Hull.

juli
- juli - Beleg van Dordrecht: Wolfert I van Borselen belegert de stad Dordrecht die zich verzet tegen pogingen zijn macht in de stad uit te breiden.

augustus
- 1 - Wolfert I van Borselen, regent van Holland, wordt in Delft gelyncht.
- 9 - Godfried van Brabant ontvangt van Paus Bonifatius VIII dispensatie voor zijn verloving met Elizabeth (Isabella) van Gelre, dochter van Reinoud I van Gelre.
- 22 - Einde van het beleg van Dordrecht.

september
- 9 - Eduard I van Engeland trouwt met Margaretha van Frankrijk (datum bij benadering).

oktober
- 27 - De steden en ridderschap van het graafschap Holland benoemen tot nieuwe regent voor de jonge graaf Jan I diens neef, de graaf van Henegouwen, Jan II van Avesnes.

november
- 7 - De steden van West-Friesland verklaren zich te zullen onderwerpen aan de vredesvoorwaarden die Jan van Avesnes hen zal opleggen.
- 10 - De vijftienjarige graaf Jan I van Holland sterft en wordt opgevolgd door zijn neef en regent Jan II van Avesnes van Henegouwen

zonder datum
- Osman I sticht het Ottomaanse Rijk. (traditionele datum)
- Verdrag van Montreuil tussen Frankrijk en Engeland. De Engelse kroonprins Eduard wordt verloofd met de Franse prinses Isabella.
- Dordrecht krijgt het stapelrecht.
- In de bul Scimus Fili verwerpt paus Bonifatius VIII de aanspraken van Eduard I van Engeland op de heerschappij over Schotland.
- Haakon V verplaatst de hoofdstad van Noorwegen van Bergen naar Oslo.
- Hattem krijgt stadsrechten.
- Aardenburg krijgt stadsmuren.
- Oudst bekende vermelding: Alblasserdam, Bavel, Borkel, Galder, Molenbeersel, Nuland, Stramproy

## Kunst en literatuur
- De Anthologia Planudea, een verzameling Griekse epigrammen van Maximus Planudes, wordt voltooid.

## Opvolging
- Anjou en Maine - Margaretha opgevolgd door haar echtgenoot Karel van Valois
- Armenië - Constantijn III opgevolgd door zijn broer Hethum II
- Brandenburg-Salzwedel (markgraaf naast Albrecht III) - Herman als opvolger van zijn vader Otto V
- Georgië - David VIII opgevolgd door zijn broer George V
- Mamelukken (Egypte) - Lagin opgevolgd door An-Nasir Muhammad
- Mantua - Bardelione opgevolgd door Guido I
- Noorwegen - Erik II opgevolgd door zijn broer Haakon V
- Pommerellen - Wladislaus de Korte opgevolgd door Wenceslaus II van Bohemen

## Afbeeldingen

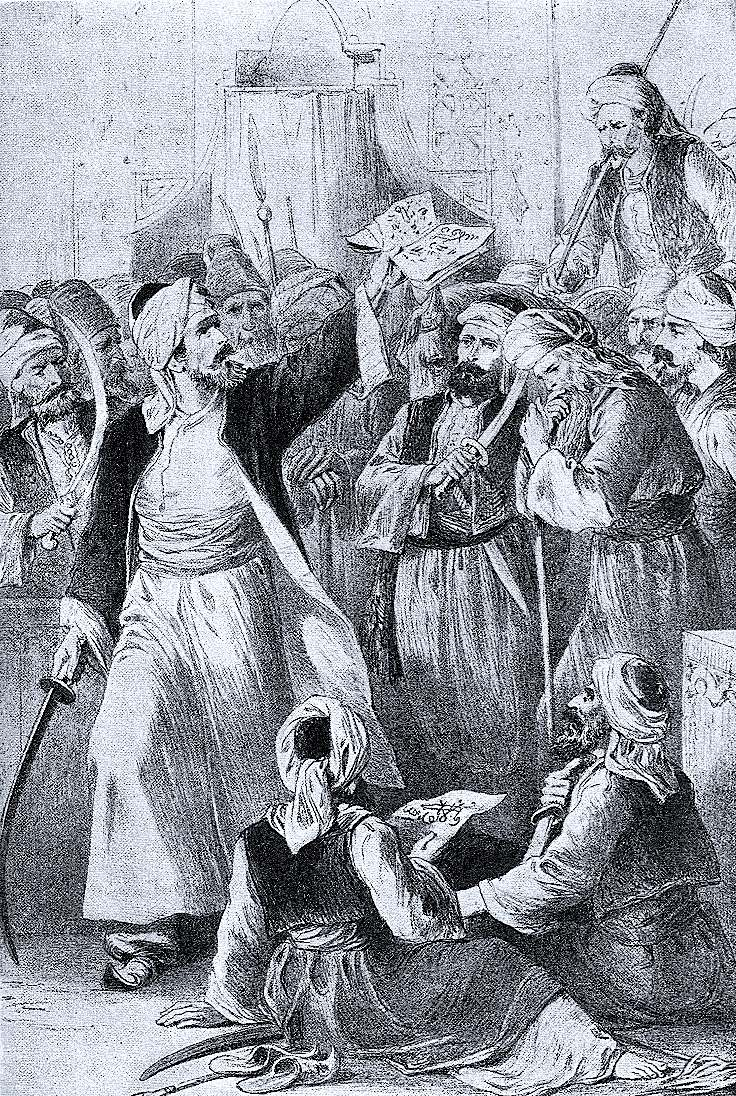
Osman Ghazi, stichter van het Ottomaanse Rijk

## Geboren
- Alfons IV, koning van Aragon (1328-1336)
- Hendrik van Habsburg, Duits edelman
- Künga Lodrö Gyaltsen Päl Sangpo, Tibetaans geestelijke
- Willem VI van Gulik, Duits edelman (jaartal bij benadering)

## Overleden
- januari - Hendrik I van Montfoort, Utrechts edelman
- 29 maart - Kunigunde van Bronckhorst, Gelders edelvrouw
- 17 mei - Daumantas, vorst van Pskov
- 1 augustus - Wolfert I van Borselen, Hollands edelman
- 22 augustus - Aloud van Ierseke, Hollands edelman
- 10 november - Jan I (~15), graaf van Holland (1296-1299)
- 19 november - Mechtildis van Helfta (~57), Duits mystica
- 31 december - Margaretha van Anjou, Frans edelvrouw
- Erik II (~31), koning van Noorwegen (1280-1299)

## Trivia
- De opera Gianni Schicchi van Giacomo Puccini speelt in Florence in 1299.